# Valsoredo
Valsoredo (en asturiano y oficialmente: Valsiréu) es una aldea que pertenece a la parroquia de Parroquia de Brañalonga en el concejo de Tineo (Principado de Asturias). Se encuentra a 505 m s. n. m. y está situada a 16 km de la capital del concejo, la villa de Tineo. 

## Población
En 2023 contaba con una población de 24 habitantes (INE, 2023) repartidos en un total de 18 viviendas (INE, 2010).